# Ітаска (округ, Міннесота)
Шаблон:StateAbbr_ 47°31′ пн. ш. 93°38′ зх. д. / 47.51° пн. ш. 93.63° зх. д.
Округ Ітаска (англ. Itasca County) — округ (графство) у штаті Міннесота, США. Ідентифікатор округу 27061.

## Історія
Округ утворений 1849 року.

## Демографія
За даними перепису
2000 року
загальне населення округу становило 43992 осіб, зокрема міського населення було 8525, а сільського — 35467.
Серед мешканців округу чоловіків було 21964, а жінок — 22028. В окрузі було 17789 домогосподарств, 12385 родин, які мешкали в 24528 будинках.
Середній розмір родини становив 2,91.
Віковий розподіл населення поданий у таблиці:
| Стать    | До 15 років | 15-21 | 22-29 | 30-39 | 40-49 | 50-65 | 65-85 | Понад 85 |
| -------- | ----------- | ----- | ----- | ----- | ----- | ----- | ----- | -------- |
| Чоловіки | 4338        | 2422  | 1508  | 2558  | 3703  | 4092  | 3034  | 309      |
| Жінки    | 4097        | 2118  | 1478  | 2733  | 3638  | 3920  | 3454  | 590      |

## Суміжні округи
- Кучичинг — північ
- Сент-Луїс — схід
- Ейткін — південь
- Кесс — південний захід
- Белтремі — захід

## Виноски
1. ↑  US Decennial Census. US Census Bureau. Архів оригіналу за 26 квітня 2015. Процитовано 18 жовтня 2014.
2. ↑  Historical Census Browser. University of Virginia Library. Архів оригіналу за 11 серпня 2012. Процитовано 18 жовтня 2014.
3. ↑  Population of Counties by Decennial Census: 1900 to 1990. US Census Bureau. Архів оригіналу за 4 серпня 2014. Процитовано 18 жовтня 2014.
4. ↑  Census 2000 PHC-T-4. Ranking Tables for Counties: 1990 and 2000 (PDF). US Census Bureau. Архів (PDF) оригіналу за 18 грудня 2014. Процитовано 18 жовтня 2014.
5. ↑  State & County QuickFacts. Бюро перепису населення США. Архів оригіналу за 7 червня 2011. Процитовано 1 вересня 2013. [Архівовано 2011-06-07 у Wayback Machine.](англ.) Наведено за англійською вікіпедією.
6. ↑  American FactFinder. Бюро перепису населення США. Архів оригіналу за 26 лютого 2012. Процитовано 31 січня 2008. [Архівовано 2008-05-21 у Wayback Machine.]

| США | Це незавершена стаття з географії США. Ви можете допомогти проєкту, виправивши або дописавши її. |